# 西冰架
西冰架（德語：West-Schelfeis）是南極洲東部的冰架，東西端相距約288公里，面積16,370平方公里，是南極洲第九大冰架，海拔高度70至100米，該冰架在1902年2月被德國探險隊發現。

## 外部連結
- Erich von Drygalski（页面存档备份，存于）

66°40′S 85°00′E / 66.667°S 85.000°E